# Храм святого Владимира (Чиангмай)
Храм святого равноапостольного великого князя Владимира — храм Таиландской епархии Русской православной церкви, расположенный в городе Чиангмай в Таиланде.
Девятый по счёту православный храмом в Таиланде и, при этом, первый в северной её части. Возведение на тайской земле храма в честь Крестителя Руси приурочено к широко отмечаемым в 2015 году всей Русской Православной Церковью торжествам по случаю 1000-летия преставления великого князя Владимира.

## История
1 июля 2014 года Комитет Фонда Православной Церкви в Таиланде обратился к представителю Русской Православной Церкви в Королевстве Таиланд архимандриту Олегу (Черепанину) с просьбой рассмотреть возможность покупки земли и строительства православного храма в северной столице Королевства Таиланд — Чиангмае. Архимандрит Олег обещал лично посетить Чиангмай и по итогам поездки дать своё заключение по целесообразности строительства там храма и направить заключение на утверждение священноначалия.
С 29 по 31 июля того же года архимандрит Олег (Черепанин) посетил город Чиангмай и осмотрел все предварительно отобранные и предлагаемые к продаже земельные участки, ознакомился с документами, подтверждающими их принадлежность собственникам, уточнил местные законодательные особенности при строительстве религиозных зданий в городе. 31 июля 2014 года по итогам рабочей поездки было отобрано три варианта различных земельных участков, которые были представлены на рассмотрение Комитета Фонда Православной Церкви в Таиланде и решения вопроса покупки одного из них. Учитывая, что 2015 год объявлен годом 1000-летия преставления святого равноапостольного великого князя Владимира, крестителя Руси, Представительство Русской Православной Церкви в Таиланде обратилось с инициативой к православной пастве в стране, Комитету Фонда Православной Церкви в Таиланде и священноначалию посвятить планируемый к строительству в Чаингмае новый православный храм равноапостольному великому князю Владимиру.
26 августа 2014 года Председатель Комитета Фонда Православной Церкви в Таиланде протоиерей Данай (Даниил) Ванна приобрёл участок земли в центральной части Чиангмая, примыкающей, к историческому центру города, размером 532 квадратных метров для строительства православного храма. Архимандрит Олег (Черепанин) поручил иерею Роману Бычкову, и. о. настоятеля Троицкого храма на Пхукете подготовить к рассмотрению несколько вариантов эскиза будущего храма, а местной общине верующих было благословлено озаботиться избранием органов приходского управления.
9 октября 2014 года Патриарх Кирилл письменно благословил начало строительства храма. Начало строительных работ намечалось на декабре 2014 — январь 2015 года.
10 февраля 2015 года прибывший в Таиланд архиепископ Пятигорский и Черкесский Феофилакт (Курьянов) заложил первый камень на месте строительства храма. Вскоре начались строительные работы.
10 июля 2015 года архимандрит Олег (Черепанин) посетил с рабочим визитом Чиангмай на севере Королевства, где ознакомился с ходом строительства храма и констатировал соответствующий контракту ход строительства и качественное выполнение работ. На тот момент строительная компания приступила к покрытию кровли храма, параллельно субподрядчиками изготовляются купола храма и накупольные кресты. Кроме того, в то же время иерей Роман Бычков, настоятель Троицкого храма на Пхукете и зав. иконописной школой написал образ святого князя Владимира, Крестителя Руси.
C 3 по 4 сентября 2015 года Представитель Русской Православной Церкви в Королевстве Таиланд архимандрит Олег (Черепанин) посетил Чиангмай на севере Королевства, где провел инспекционную проверку строительства храма, констатировав, что строительство завершено на 70 %. Ввиду желания православных верующих в Таиланде совершить освящение храма и начать в нем богослужения уже 2015 году, подрядчикам было предложено завершить строительство храма к концу октября 2015 года и в случае значительного прогресса в ходе строительства, просить Священноначалие Русской Православной Церкви, о включении в программу архипастырского визита в Таиланд и Камбоджу и совершения чина Великого освящения храма. Кроме того, архимандрит Олег (Черепанин) обратил внимание на то, что «Чиангмай является особой зоной миссионерской активности Представительства, так как именно с Чиангмая христианство начало распространяться в Сиаме (ныне Таиланд) и это единственный регион в стране, где общее количество христиан составляет до 30 % по отношению к общему числу жителей. Однако, по мнению о. Олега, потребуется опытный священник, имеющий миссионерские навыки, чтобы достаточно быстро наладить богослужебную и просветительскую деятельность местной общины».
С 16 по 17 октября 2015 года архимандрит Олег (Черепанин) вновь посетил строящийся храм. К тому времени шли завершительные отделочные работы и установка иконостаса. Для более четкой организации работ в Чиангмай по распоряжению Представителя Русской Православной Церкви в регионе направлен клирик Никольского собора г. Бангкока диакон Роман Постников, которому поручен контроль за ходом работ и подготовка храма к Великому освящению.
1 ноября того же года архиепископ Рязанский и Михайловский Марк (Головков) возглавил чин Великого освящения храма. За богослужением присутствовали представители местных и региональных властей. Храм стал девятым православным храмом в Таиланде, но первым, расположенным на севере страны. И. о. настоятеля нового храма назначен иерей Роман Постников, иерейская хиротония которого была совершена 31 октября в новоосвящённом Никольском соборе в Бангкоке. К тому времени местная православная паства была незначительна.
26 января 2016 года иерей Роман Постников был переведён на служение в Камбоджу с 10 февраля 2016 года, а и. о. настоятеля Владимирского храма в Чиангмае с 10 февраля 2016 года был назначен иерей Павел Тарасов. С 4 по 5 мая 2016 года Представитель Русской Православной Церкви в Королевстве Таиланд архимандрит Олег (Черепанин) совершил инспекционную поездку в Чиангмай, по итогам которой констатировал, что акцент на работу только с русскоязычной диаспорой и недостаточное внимание к миссии среди местного населения. Однозначна, по мнению регионального церковного Представительства, необходимость направления на служение во Владимирском храме священнослужителя со знанием таиского и английского языков. До решения кадрового вопроса, временно окормлять приход в Чиангмае поручено иеромонаху Александру (Ващенко). С октября 2017 года настоятелем храма служит иерей Андрей Иващенко.
В октябре 2024 года из-за сильного наводнения город Чиангмай оказался затопленным: вода попала не только в помещения храма, но и в жилые отделения при нём; повреждена кровля, в негодность пришло внутреннее убранство, в плачевном состоянии оказалась штукатурка и роспись.